# On je fakt boží!
On je fakt boží! je anglický film z roku 2008 režírovaný Gurinder Chadhovou. Je natočený podle dvou novel spisovatelky Louise Renninsonové : Angus, Thongs and Full-Frontal Snogging a It's OK, I'm Wearing Really Big Knickers. Film je o 14leté dívce Georgie Nicolsonové (hraje ji Georgia Groome), která se snaží najít si kluka a uspořádat narozeninovou oslavu svých 15. narozenin.

## Hrají
- Georgia Groome - Georgia Nicolson; Hlavní hrdinka, která je zamilovaná do Robbieho a v průběhu celého filmu se ho snaží získat za svého kluka.
- Aaron Johnson - Robbie; Idol Georgie, hraje v kapele  The Stiff Dylans, má přezdívku sexuální bůh a jeho přítelkyně je Lindsay.
- Karen Taylor - matka Georgie; Je velice staromódní, v průběhu filmu se snaží více spřátelit se svou dospívající dcerou.
- Alan Davies - otec Georgie; Tak jako Georgiina matka je i on velice staromódní, je na Georgii přísný.
- Eleanor Tomlinson - Jas; Nejlepší kamarádka Georgie, je hodně dívčí, začne chodit s Tomem (bratr Robbieho).
- Manjeeven Grewal - Ellen; Kamarádka Georgie
- Georgia Henshaw - Rosie; Kamarádka Georgie
- Kimberley Nixon - Lindsay; Hlavní rivalka Georgie, je štíhlá a vypadá hezky, šikanuje Georgii.
- Sean Bourke - Tom; Bratr Robbieho a přítel Jas.
- Tommy Bastow - Dave The Laugh; Jeden z nejlepších kamarádů Robbieho, Georgia ho využije k tomu, aby na ni Robbie žárlil.
- Liam Hess - Peter Dyer; Líbí se mu Georgia, ale není to vzájemné, dává jí lekce líbání.
- Eva Drew - Libby; Georgiina 3letá sestra.
- Steve Jones - Jem; Rekonstruuje pokoj v domě, kde Georgia bydlí. Georgia si myslí, že má nějakou aférku s její matkou.